# Troupe de Molière

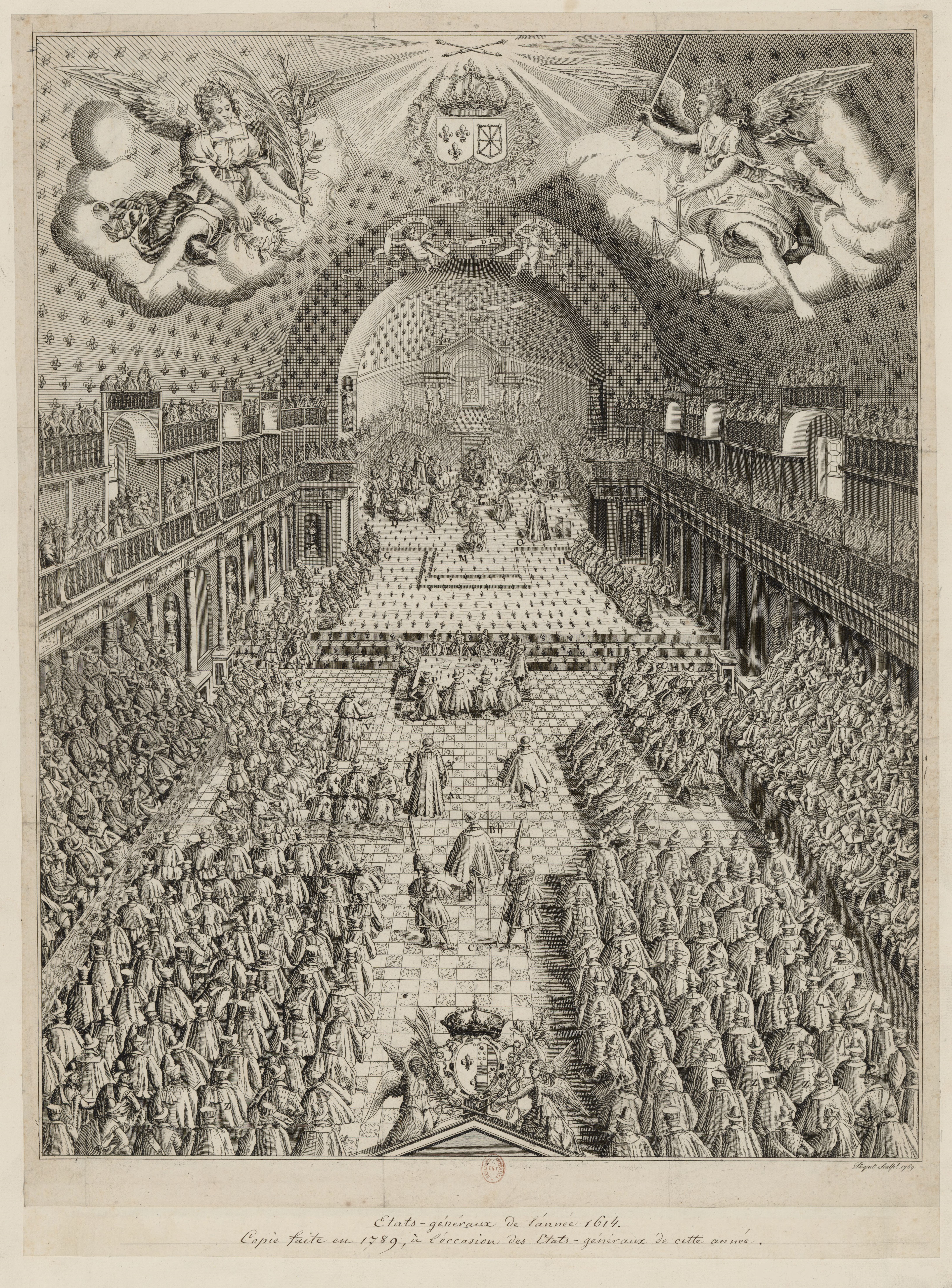
Moliere Petit-Bourbon

Troupe de Molière var ett franskt teatersällskap och teater, bildat av Molière 1648 och upplöst 1673.
Teatern bildades av Molière sedan dess föregångare Illustre Théâtre hade upplösts. Det inrymdes i Théâtre du Palais-Royal i Paris 1660-1673. År 1673 förenades teatersällskapet med sin rival Théâtre du Marais, och bildade tillsammans Théâtre de Guénégaud. År 1680 förenades Théâtre de Guénégaud med sin rival Hôtel de Bourgogne (teater) och bildade Comédie-Française.